# Chrusty (województwo świętokrzyskie)
Chrusty – wieś w Polsce położona w województwie świętokrzyskim, w powiecie kieleckim, w gminie Zagnańsk.
| SIMC    | Nazwa        | Rodzaj    |
| ------- | ------------ | --------- |
| 0280198 | Chrusty Duże | część wsi |
| 0280206 | Chrusty Małe | część wsi |

W latach 1975–1998 miejscowość należała administracyjnie do województwa kieleckiego.
Przez miejscowość przebiega droga wojewódzka nr 750.
W miejscowości funkcjonuje Kompleks Świętokrzyska Polana, składający się z ośrodka wypoczynkowo-rehabilitacyjnego, Krainy Zabawy, parku miniatur oraz Akwariów Oceanika ze zwierzętami wodnymi z całego świata.